# 시린 다비드
시린 데이비드(Shirin David, 1969년 4월 11일 ~ )는 독일의 래퍼, 가수, 블로거이다.

## 음반 목록
- Supersize (2019)